# أجنحة كاندام: دمعة مجمدة
أجنحة كاندام: دمعة مجمدة (بالإنجليزية: Gundam Wing: Frozen Teardrop)، هي رواية متسلسلة من تأليف كاتسويوكي سوميساوا، مستوحاة من سلسلة أنمي أجنحة كاندام. نُشرت السلسلة ضمن سلسلة «كاندام إيس» بين أغسطس 2010م ونوفمبر 2015م، وجُمعت في ثلاثة عشر مجلدًا. تتابع أحداث القصة بعد عقود من «رقصة لا متناهية».

## أحداث
تدور أحداث أجنحة كاندام: دمعة مجمدة خلال عصر «القرن المريخي»، العصر الذي تلا عصر «ما بعد المستعمرة»، على كوكب المريخ المُعدل بيئيًا. منذ تأسيس مستعمرة المريخ الشابة وحكومتها، بدأت المشاكل تتفاقم داخلها بعد اغتيال رئيسها، ميلياردو بيسكرافت. في الوقت الحاضر، سمحت رئيسة أُمة الأرض الموحدة ESUN دوروثي تي كاتالونيا ببدء "عملية Mythos" لحل المشاكل على المريخ - والتي تتضمن في المقام الأول اغتيال ريلينا بيسكرافت.
تتزامن أحداث القرن المريخي مع مشاهد من ذكريات الماضي (الفلاش باك) التي حدثت أثناء أحداث ما بعد المستعمرة، والتي ترويها العميلة كاثي بو، ابنة سالي بو. تتضمن لقطات ذكريات الماضي تفاصيل الأحداث في فترة ما بعد المستعمرة التي أدت إلى أحداث المسلسل، بما في ذلك أصول وخلفيات زعيم منظمة أوز، تريز كوشرينادا والطيار الكاندام هيرو يوي.